# Paolo Battino Vittorelli
Paolo Vittorelli, pseudonimo di Raffaello Battino (Alessandria d'Egitto, 9 luglio 1915 – Torino, 24 marzo 2003), è stato un giornalista, politico e scrittore italiano, noto con lo pseudonimo assunto nel periodo della clandestinità.

## Biografia
Paolo Battino Vittorelli nasce ad Alessandria d'Egitto da una famiglia italo-greca di religione ebraica proveniente da Corfù. Nel 1936, trasferitosi in Francia per laurearsi in giurisprudenza, fa la conoscenza dei fratelli Rosselli ed entra nel movimento antifascista Giustizia e libertà. Aldo Garosci gli suggerisce il nome clandestino di Paolo Vittorelli, con il quale si firmerà e sarà noto tutta la vita. L'anno dopo, a Parigi, presta collaborazioni giornalistiche al settimanale del movimento.
Nel 1938, Vittorelli è inviato in Italia a prendere contatti con il movimento clandestino ma è fermato dalla polizia fascista e rientra in Francia. Dopo l'occupazione tedesca della Francia, si rifugia al Cairo, dove fonda Giustizia e libertà - Egitto, e svolge un'intensa attività propagandistica rivolta soprattutto ai militari italiani prigionieri dei britannici.. È professore incaricato di storia delle dottrine economiche e di diritto internazionale alla facoltà francese di giurisprudenza del Cairo.
Rientra in Italia nel 1944 e aderisce al Partito d'Azione; è redattore capo dell'organo del partito “L'Italia libera” e ne dirige l'edizione piemontese clandestina. Al momento dello scioglimento del Partito d'Azione (20 ottobre 1947), insieme a Tristano Codignola, Piero Calamandrei, Aldo Garosci e Giuseppe Faravelli, non aderisce al Partito Socialista Italiano ma forma il movimento Azione Socialista Giustizia e Libertà. Vittorelli è vice-direttore della testata di partito “L'Italia Socialista”, sorta dalle ceneri de “L'Italia libera”.
L'8 febbraio 1948, a Milano, Azione Socialista Giustizia e Libertà, dà vita all'Unione dei Socialisti, formazione che partecipa alle elezioni politiche del 1948 nell'ambito della coalizione di Unità Socialista, insieme al PSLI. L'anno dopo l'UDS, insieme ad altre forze, costituisce il Partito Socialista Unitario, di cui Vittorelli è vice segretario e rappresentante all'Internazionale Socialista.. Infine, il 1º maggio 1951, dalla fusione del PSLI e del PSU, si costituisce il Partito Socialista - Sezione Italiana dell'Internazionale Socialista (PS-SIIS) che, il 7 gennaio 1952, assume la denominazione di Partito Socialista Democratico Italiano (PSDI).
Nel 1953, Vittorelli si associa al movimento Unità Popolare, accanto a Tristano Codignola, Piero Calamandrei e Aldo Garosci, non condividendo le posizioni del PSDI sulla legge elettorale maggioritaria ma il nuovo partito, pur contribuendo a non far scattare il premio di maggioranza riservato ai partiti apparentati vittoriosi, non riesce a far eleggere alcun rappresentante in Parlamento. Il 28 novembre 1954, il Comitato centrale di UP elegge Vittorelli alla Direzione e al Comitato esecutivo del movimento.
Nel 1957, UP – Vittorelli compreso – confluisce nel PSI. Nel 1963 è eletto senatore della IV legislatura, sino al 1968. Nel frattempo (1967) traduce in italiano il Karl Marx di Isaiah Berlin. Con l'istituzione del decentramento regionale, Vittorelli è eletto Presidente del Consiglio regionale del Piemonte (1970-1972); è anche il primo presidente dell'ISTRID Istituto Ricerche Studi Informazione Difesa (all'epoca noto come Istituto Studi e Ricerche Difesa).
Tra il giugno 1969 e il maggio 1976 dirige Il Lavoro, storico quotidiano del PSI genovese; tra il 1972 e il 1979 è deputato della VI e della VII Legislatura della Repubblica Italiana (1972-1979); tra il 1976 e il 1978 dirige l'Avanti!, organo d'informazione del Partito Socialista Italiano.
Nell'ambito del Premio Viareggio del 1981, Paolo Vittorelli vince il Premio del presidente, con il libro di memorie: L'età della tempesta (Rizzoli). Ne scrive poi il seguito, con L'età della speranza (1998), relativo agli anni della militanza nel Partito d'Azione.
Nel 1998, dopo lo scioglimento del PSI, aderisce ai Democratici di Sinistra, insieme a Valdo Spini.